# Krusig filtlav
Krusig filtlav (Peltigera rufescens) är en lavart som först beskrevs av Weiss, och fick sitt nu gällande namn av Alexander von Humboldt. Krusig filtlav ingår i släktet Peltigera och familjen Peltigeraceae.  Arten är reproducerande i Sverige. Inga underarter finns listade i Catalogue of Life.

## Källor

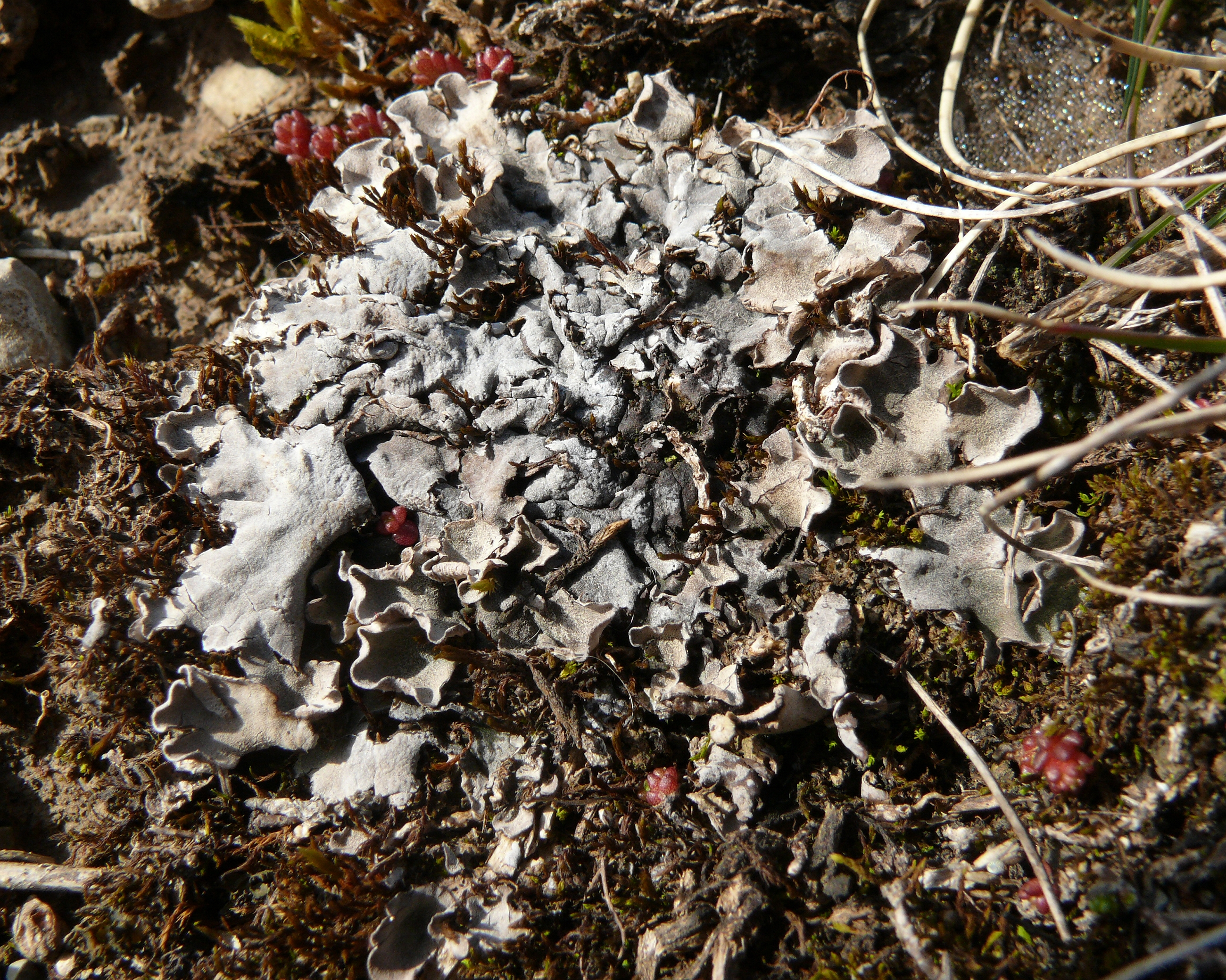
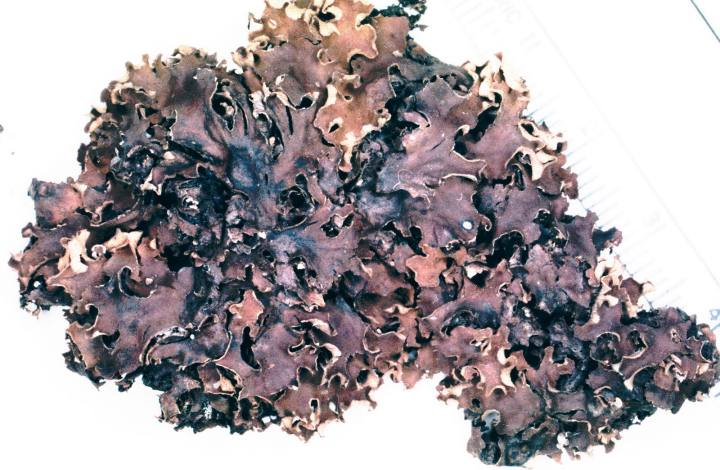
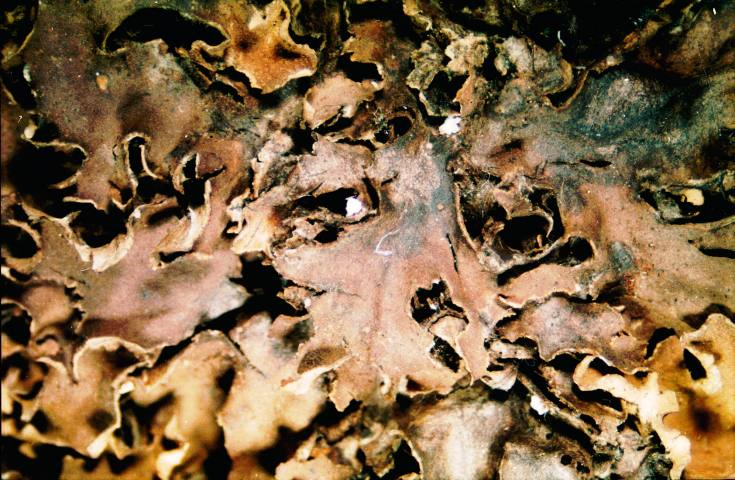
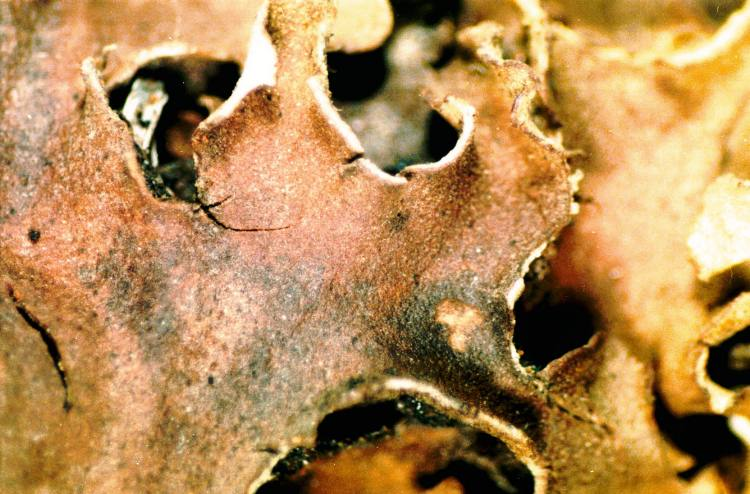
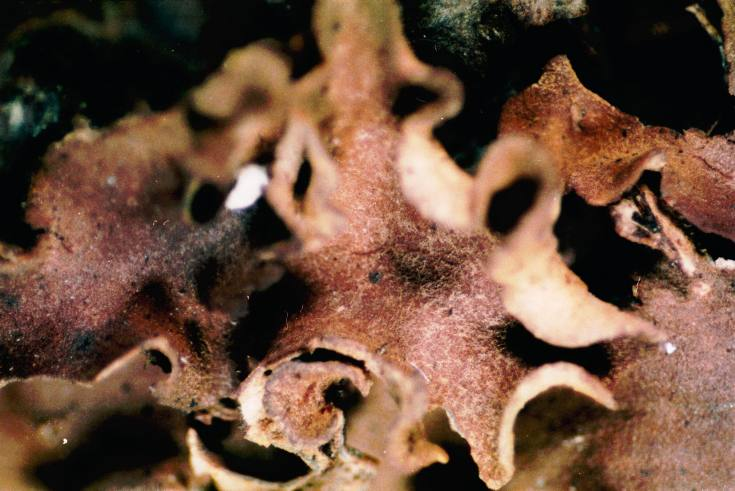
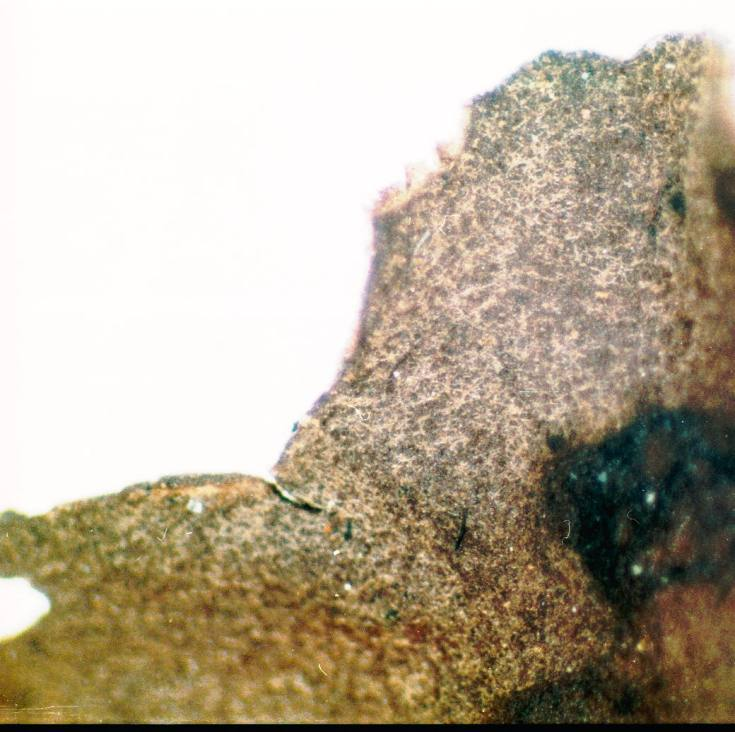
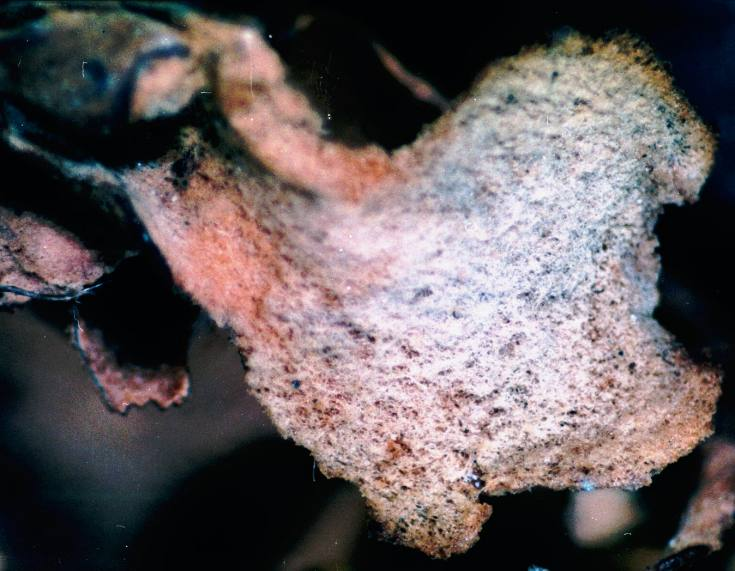
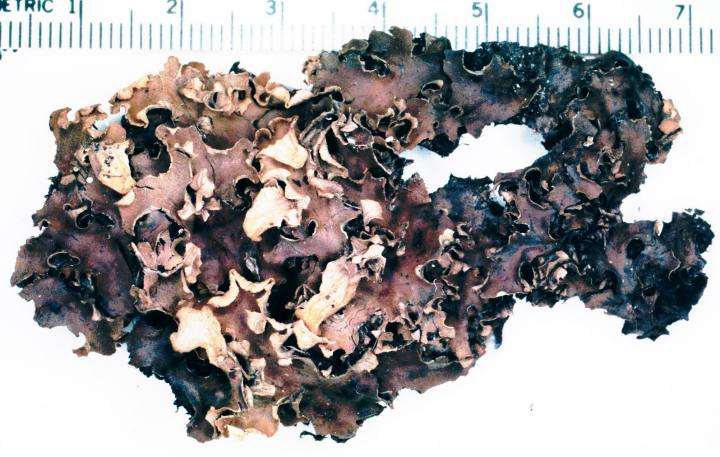